# Abänderungsklage
Die Abänderungsklage ist ein Rechtsbehelf, der in der deutschen Zivilprozessordnung (ZPO) in § 323 geregelt ist. Sie ist eine Gestaltungsklage, die auf Veränderung einer Verurteilung zu zukünftigen wiederkehrenden Leistungen gerichtet ist. Sie ist nur zulässig, wenn die klägerische Partei „eine wesentliche Veränderung der tatsächlichen oder rechtlichen Verhältnisse“ (§ 323 Absatz 1 ZPO) behauptet. Sie ist begründet, wenn diese vorliegt (§ 323 Absatz 4 ZPO). Es handelt sich insoweit um einen Fall der Durchbrechung der Rechtskraft.
Wurde jemand in einer ersten Entscheidung zu künftigen Leistungen verurteilt, kann mit einer Abänderungsklage später versucht werden, diesen Vollstreckungstitel für die Zukunft abzuändern. Sowohl der Gläubiger als auch der Schuldner sind zur Abänderungsklage befugt. Es muss sich um Leistungen handeln, die erst in Zukunft fällig werden und regelmäßig wiederkehren. In der Praxis sind das in aller Regel Verurteilungen zur Zahlung monatlichen Unterhalts oder auch Schadenersatzrenten. Für die Abänderung von Unterhaltstiteln enthalten die §§ 238-240 FamFG spezielle Regelungen für den sogenannten Abänderungsantrag.
Damit die Abänderungsklage Erfolg hat, muss sich die Berechnungsgrundlage für die Höhe der wiederkehrenden Leistung, etwa das Einkommen des Unterhaltsschuldners, der Bedarf des Unterhaltsgläubigers oder der Lebenshaltungsindex, nach Urteilsfällung oder Schaffung des sonstigen Titels „wesentlich“ (d. h. um mehr als 10 %) geändert haben.
Hat die Abänderungsklage Erfolg, führt sie zu einer Abänderung der Höhe der geschuldeten Leistung ab dem Zeitpunkt der Klageerhebung. Die Abänderungsklage hat also grundsätzlich keinen rückwirkenden Charakter, womit sie im Gegensatz zu der nur dem Schuldner offenstehenden Vollstreckungsabwehrklage steht.
Die erfolgreiche Abänderungsklage durchbricht die materielle Rechtskraft der ersten Entscheidung. Das beeinträchtigt zwar die Rechtssicherheit, ist aber erforderlich, weil Verurteilungen zu künftigen Leistungen immer auf Prognosen beruhen. Stellt sich später heraus, dass sich die Prognose nicht bewahrheitet, muss um der materiellen Gerechtigkeit willen die formelle Rechtskraft in Frage gestellt werden können. Beispiele für solche Fehlprognosen sind in der Praxis vor allem veränderte Einkommensverhältnisse beim Unterhaltsverpflichteten oder geänderter Unterhaltsbedarf beim Unterhaltsberechtigten.